# Rimbach-près-Masevaux
Rimbach-près-Masevaux è un comune francese di 506 abitanti situato nel dipartimento dell'Alto Reno nella regione del Grand Est.

## Società

### Evoluzione demografica
Abitanti censiti